# Aldobrandino Cavalcanti
Aldobrandino Cavalcanti (Firenze, 1217 – Firenze, 31 agosto 1279) è stato un vescovo cattolico italiano.

## Biografia
Nato a Firenze probabilmente nel 1217, nonostante studi recenti propongano il 1223. All'età di 13 anni venne ricevuto nell'ordine domenicano da Giovanni da Salerno. Sotto la guida di fra Ruggiero Calcagni divenne un  frate predicatore   esperto. Fu compagno di san Pietro da Verona. Svolse la carica di priore di Santa Maria Novella per in periodo dal 1250 al 1253, dal 1254 al 1257. Dopo la rottura di Montaperti fuggì a Lucca dove fu maestro e priore esemplare di San Romano. Frequentò san Tommaso d'Aquino e il beato Sansedoni da Siena. Secondo i più recenti studi fu uno dei maestri di Guido Cavalcanti, suo parente.
Fu eletto vescovo di Orvieto e vicario di papa Gregorio X. Alla morte venne innalzato presso la chiesa vecchia un monumento in suo ricordo. Morì a Firenze il 31 agosto 1279.
Concesse all'ordine domenicano a Roma il convento di Santa Maria sopra Minerva e a Firenze la chiesa di Santa Maria Novella, dove fu sepolto.
Sotto il nome del Cavalcanti vengono trasmessi numerosissimi sermoni, la maggior parte del tutto inesplorati.